# Sellero
Sellero (Hèlar in dialetto locale, Hèler in dialetto camuno) è un comune italiano di 1 364 abitanti della Val Camonica, provincia di Brescia in Lombardia. Si trova a circa 83 chilometri a nord dal capoluogo, nella media Val Camonica.
Nel suo territorio di 13,9 km² sono presenti migliaia di incisioni rupestri, tra le quali è da segnalare la "rosa camuna" in località Carpene (differente però da quella simbolo della Regione Lombardia). 
Nel territorio del comune si trovano anche impianti di produzione energetica, quali la centrale idroelettrica sotterranea di San Fiorano (situata in località Scianica) ed una centrale di teleriscaldamento a biomassa.
Il comune è composto dall'abitato di Sellero (paese principale) e dalla frazione di Novelle. Pur non essendo frazione a livello amministrativo, ricopre una certa rilevanza la località Scianica, situata a fondovalle e sviluppatasi notevolmente a partire dagli anni settanta/ottanta, coincidendo con lo sviluppo dell'industria metallurgica in Val Camonica.
La zona, già popolata dagli antichi Camuni, fu trascurata invece dai Romani a favore di Grevo e Berzo per poi essere ripopolata durante il Medioevo. In questo periodo venne istituita una vicinia che durò fino all'avvento del comune nel 1806.
Secondo l'ipotesi più accreditata, il toponimo deriverebbe dal latino cellula (piccola cella), in riferimento al piccolo monastero della chiesa madre di San Desiderio.

## Geografia fisica

### Territorio

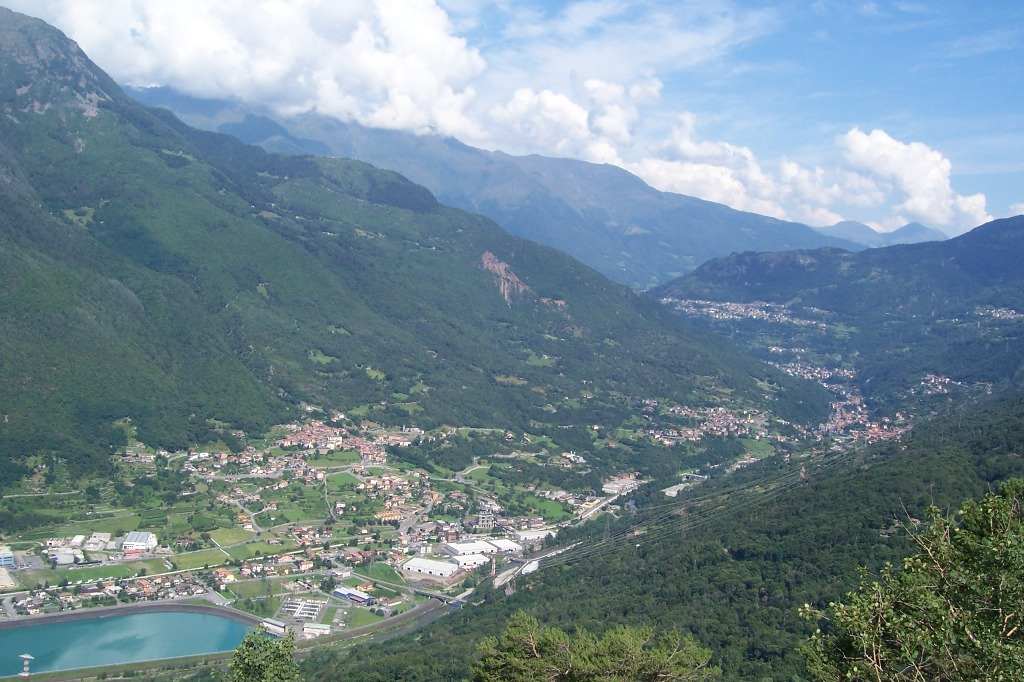
Sellero visto da Paspardo

Il paese è situato sul versante occidentale della valle, in posizione rialzata rispetto al fondovalle.
Il monte più alto è il monte Elto che misura 2 145 metri d'altezza e domina il paese da ovest. È diviso dagli abitanti del paese in varie zone chiamate con nomi dialettali, difficilmente traducibili in italiano, legati a caratteristiche particolari e utilizzati anche nella segnaletica in montagna. Quelle più importanti sono Spì, Isù, Barnill, Tamblù, Carona, Prat del Fö, Ter al Fö e Nielt.
- Classificazione sismica: zona 4 (sismicità irrilevante), Ordinanza PCM n. 3274 del 20/03/2003[9]

### Clima

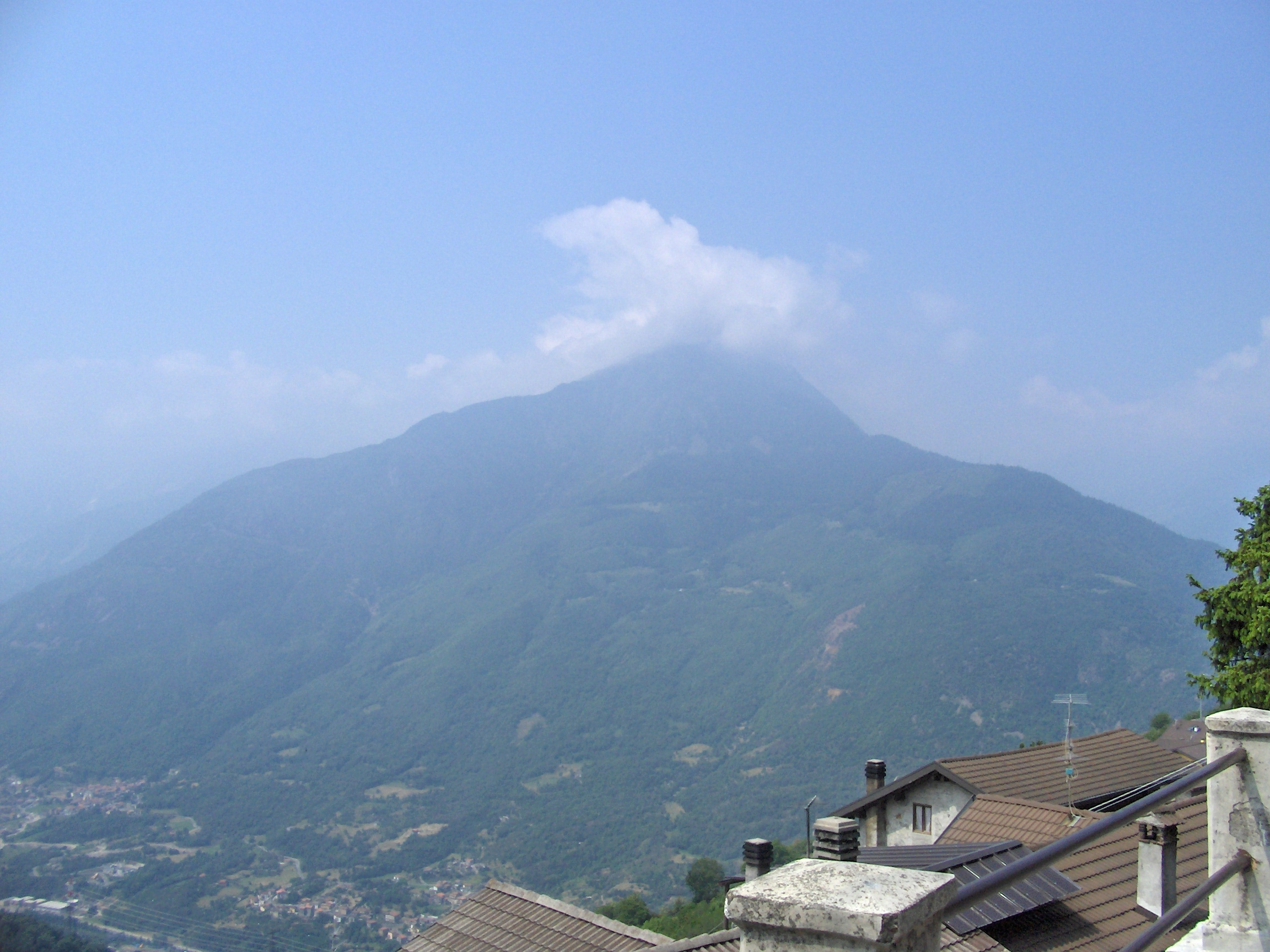
Monte Elto visto da Cevo in primavera.

- Classificazione climatica: zona E, 2890 GR/G[10]

Situato nelle prealpi lombarde, all'interno delle prealpi Orobiche, ha un clima sostanzialmente rigido in inverno, caldo e piovoso in estate.
In inverno non è raro che la temperatura scenda sotto lo zero già dal mese di novembre mentre si registrano punte di -10 °C in dicembre. Questo inverno rigido ha spostato, soprattutto negli ultimi anni, le precipitazioni nevose nel periodo gennaio-febbraio, con sporadiche nevicate a marzo (come accaduto negli ultimi anni).
Autunno e primavera sono caratterizzati da temperature miti con la piovosità che varia annualmente.
In estate invece le temperature superano spesso i 30 °C e si registrano temporali violenti e brevi, molto frequenti nel mese di agosto.
I dati provenienti dalla stazione meteorologica di Breno indicano, in base alla media trentennale di riferimento 1961-1990, che la temperatura media del mese più freddo, gennaio, si attesta a -1,0 °C, mentre quella del mese più caldo, luglio, è di +20,5 °C.
| BRENO              | Mesi | Mesi | Mesi | Mesi | Mesi | Mesi | Mesi | Mesi | Mesi | Mesi | Mesi | Mesi | Stagioni | Stagioni | Stagioni | Stagioni | Anno |
| BRENO              | Gen  | Feb  | Mar  | Apr  | Mag  | Giu  | Lug  | Ago  | Set  | Ott  | Nov  | Dic  | Inv      | Pri      | Est      | Aut      | Anno |
| ------------------ | ---- | ---- | ---- | ---- | ---- | ---- | ---- | ---- | ---- | ---- | ---- | ---- | -------- | -------- | -------- | -------- | ---- |
| T. max. media (°C) | 3,8  | 7,1  | 10,4 | 14,8 | 19,1 | 23,0 | 26,4 | 25,3 | 21,9 | 15,8 | 10,3 | 5,6  | 5,5      | 14,8     | 24,9     | 16,0     | 15,3 |
| T. min. media (°C) | −5,8 | −3,4 | 0,0  | 3,9  | 8,1  | 12,1 | 14,5 | 14,1 | 10,6 | 5,7  | 0,9  | −3,5 | −4,2     | 4,0      | 13,6     | 5,7      | 4,8  |

### Idrografia
Nel territorio comunale, in località Scianica, scorre l'Oglio, quinto fiume italiano per lunghezza, nel quale va ad affluire il torrente Re, che scende dal monte Elto e poi attraversa il centro abitato di Sellero.
Ancora in località Scianica è presente il bacino idrografico artificiale di Sellero, di proprietà dell'Enel. Le sue acque sono utilizzate per riportare acqua di notte al lago d'Arno, necessario per alimentare le turbine della centrale di San Fiorano. Nel 1997 queste vennero usate dagli elicotteri dei Vigili del Fuoco per spegnere il grande incendio che distrusse i boschi sopra il paese.

## Origini del nome
Si hanno fondamentalmente tre ipotesi sull'origine del nome Sellero.
La più accreditata lo farebbe derivare dal latino cellula (piccola cella, riferita al monastero di san Desiderio vescovo di Langres sito nella zona), termine modificato nella parlata comune e usato per indicare il paese intero.
Una seconda ipotesi riguarderebbe il termine sella, indicante un passo o un valico alpino; si pensa che venisse però usato per indicare il monte omonimo che si trova tra le province di Brescia, Bergamo e Sondrio.
L'ultima ipotesi infine si collega alla voce germanica hèl, che significa fossa (potrebbe riferirsi alle miniere che un tempo sorgevano in questa zona).

## Storia

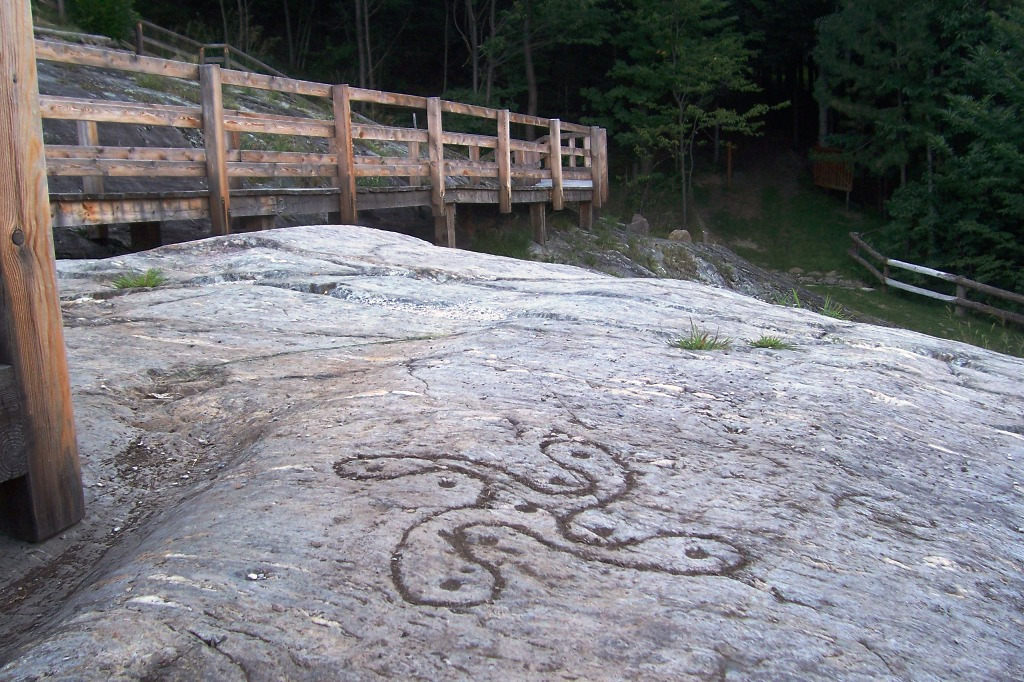
La "rosa camuna" di Carpene.

La prima popolazione ad abitare la zona del paese fu quella dei Camuni; a conferma di ciò ci sono molte incisioni rupestri, le prime databili all'età del bronzo. La più nota di esse è quella della rosa camuna, divenuta poi simbolo della regione Lombardia, anche se quella di Sellero differisce dalle altre per la sua disposizione "a svastica", leggermente differente.
Queste tracce di insediamento permanente andarono perse durante il periodo romano. È probabile che dalla conquista romana della Val Camonica (16 a.C.) fino alla seconda metà dell'Alto Medioevo la zona sia stata abitata solo da pochi contadini dipendenti dagli insediamenti vicini.
Il ripopolamento altomedioevale è testimoniato in un documento del 927 in cui si attesta la presenza di alcune case in legno, paglia e pietra locali dove oggi sorge il paese. Anche l'edificazione, nell'XI secolo, della chiesa madre e del monastero di san Desiderio, testimoniano che, dopo il 950, la zona si stava ormai ripopolando.
In seguito all'anno 1000 questo villaggio fu infeudato, come tutti i territori a nord-ovest del Monte Concarena, sotto le dipendenze del vescovo di Brescia che riscuoteva numerose decime e pretendeva il giuramento di vassallaggio presso un delegato locale (una delle tasse più note era quella secondo cui, in caso di uccisione di un orso, animale comune nella Val Camonica dell'epoca, le parti migliori dovevano essere inviate in città).
L'11 febbraio 1233 i quattro consoli della plebania di Cemmo, di cui Sellero faceva parte, giurarono fedeltà e rispetto delle consuetudini al vescovo di Brescia Guala.
Nel 1299 il vescovo Berardo Maggi ordinò il catasto dei beni vescovili della Val Camonica: nella vicinia di Sellero il gastaldo Cazoino riportò che la decima era equivalente a 90 libbre di formaggio e 38 soldi imperiali. Gli abitanti avevano il compito di portare ambascerie da una pieve all'altra gratuitamente e di custodire, assieme agli abitanti di Pescarzo, il castello di Cemmo. Ogni famiglia doveva infine compiere una giornata di corvée per la curia e offrire un montone ed un agnello ogni dieci, oppure, se si avevano solamente bovini, consegnare un carro di legname al castello. Questo è il giuramento pronunciato dagli uomini di Sellero al vescovo di Brescia:
(Archivio Vescovile di Brescia, sezione Mensa, registro 5)
È riportato da Gregorio Brunelli che nel 1397, al momento della pace di Breno, venne inviato in rappresentanza di Sellero Benvenuto Romelio, notaio, per schierarsi sul lato ghibellino del fiume Oglio.
Le tasse erano malviste dai cittadini che cercarono di svincolarsi dal controllo della curia: con due documenti, uno del 1399 e uno del 1421, il signore bresciano permise alla vicinia di riscuotere le tasse a patto che annualmente una parte venisse mandata in città. Gli interessi economici nella zona erano soprattutto legati alle miniere di ferro dell'Elto, che non erano solo di interesse bresciano ma anche veneto: un documento, datato 6 ottobre 1472, dice infatti che vi era l'esistenza di un sito di estrazione ferrosa utilizzato dalla Repubblica di Venezia che, nel 1428, aveva conquistato l'intera Val Camonica.

anni cinquanta - I Forni elettrici della SEFE.

Nonostante gli interessi di Venezia, nel XV secolo venne ufficializzata a Sellero una delle vicinie della Val Camonica. Queste antenate dei comuni, riconosciute dalla Serenissima, avevano alcuni diritti, potevano deliberare su questioni economiche e giudiziarie e dovevano assicurare ai vicini assistenza giuridica (avvocato), medica e religiosa. Questa vicinia sopravvisse per circa trecentocinquant'anni prima di essere sostituita dopo le conquiste in Lombardia di Napoleone Bonaparte, il 25 novembre 1806, dal comune di Sellero.
Nel XVI secolo il paese fu più volte spopolato dalla peste, la più grave delle quali lo colpì nel 1521 (gli abitanti edificarono anche una piccola cappella a san Rocco per chiedere la sua protezione).
Per risolvere almeno in parte la povertà che c'era nel XVII secolo fu regolarizzato, nel 1613, uno dei più antichi monti di pietà della zona (operazioni spontanee di mutua assistenza tra i cittadini sono già datate nel XIV secolo). Questa fonte di credito fu chiusa solamente nel 1870 quando passò al Regno d'Italia.
Nel 1816 vi fu un'eccezionale piena dell'Oglio che rovinò molti fondi. A seguito di questo vennero eseguiti nel 1823 dei lavori di arginatura del fiume.

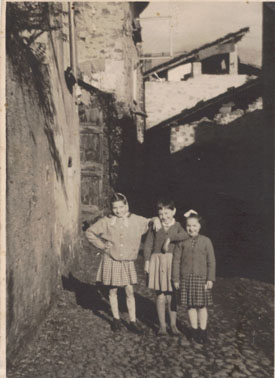
anni sessanta - Una via del centro storico.

Un altro problema, oltre alla povertà, tra il XVIII e il XIX era l'analfabetismo. Contribuì sostanzialmente a risolverlo, tra il 1799 e il 1950, un'opera benefica chiamata Legato Damiolini: il ricco falegname Giacomo Damiolini (1731-1804) disponeva affinché fosse fatta scuola di leggere, scrivere e far conti a tutti li fanciulli, sino all'età di anni sedici, da San Martino, cioè dalli 11 di novembre sino alli 25 di luglio. Questo garantiva un'istruzione di base composta da lettura, scrittura e calcolo a tutti i ragazzi del luogo, senza distinzione di ceto sociale, in cambio di un carico di legname. In questo modo i bambini avevano comunque un'istruzione nonostante l'isolamento della zona e l'assenza di scuole. Solo la costruzione, negli anni cinquanta, delle nuove elementari chiuse questa lunga tradizione.
Nel XX secolo gli abitanti non vissero in modo diretto la prima guerra mondiale mentre furono coinvolti nel fascismo e nella seconda. Vi furono infatti degli episodi di squadrismo e alcune sparatorie in località Scianica tra alcuni partigiani e i nazisti in ritirata; inoltre, dal 1927 al 1948, il comune fu unito con quello limitrofo di Cedegolo (lo stesso per la frazione di Novelle e i comuni di Grevo e Berzo Demo) perdendo così la sua autonomia che durava da circa sei secoli.
Nell'ultimo secolo ci sono stati anche numerosi incendi: il 30 gennaio 1989 bruciarono 14 ettari e, tra il 22 e il 24 marzo 1990 ne andarono in fumo 53.
Gli incendi più gravi furono quelli del 1997: due roghi ravvicinati (15-16 febbraio e 1-10 aprile) distrussero 860 ettari di prati, pascoli, boschi e cascine in quello che è ancora oggi il più grande incendio mai accaduto in Val Camonica.
Nel febbraio del 2000 vi fu la singolare iniziativa del sindaco Gianpiero Bressanelli che per protestare contro il mancato pagamento da parte dell'Enel dell'ICI sulla centrale idroelettrica di S. Fiorano indisse un presidio seguito da uno sciopero della fame. La protesta, supportata anche dai comuni limitrofi, approdò in parlamento tramite un'interrogazione dei deputati Davide Caparini e Aldo Rebecchi ma solamente dopo otto giorni di digiuno del sindaco si giunse ad una soluzione tra le parti.

### Antichi Originari
Gli Antichi Originari erano, al tempo delle vicinie, i capifuoco delle famiglie native del paese: essi erano gli unici che avevano il potere di deliberare nei consigli, mentre i nobili, gli ecclesiastici e gli stranieri, anche se residenti da diverse generazioni nel paese, ne erano esclusi. Alcuni dei cognomi degli Originari di Sellero, riportati nei registri della vicinia, sono:
- Bressanelli (anche "Bressanello")
- Boniotti (anche "Boniotto")
- Grazioli (anche "Graziolo")
- Pacchiotti (anche "Pacchiotto")

### Simboli
(D.P.R. dell'11 gennaio 1980)
Il simbolo del comune rappresenta alcuni elementi caratteristici del paese cintati da una corona e accompagnati da un ramo d'alloro e uno di quercia uniti da un nastro tricolore.
Gli elementi del paese sono:
- Monte Elto: i tre piccoli monti verdi sullo sfondo ricordano la montagna soprastante il paese chiusa tra quelle vicine.
- Campanile di S. Desiderio: il campanile è quello della chiesa madre di San Desiderio; è riconoscibile, oltre che dalla forma, dalla sua edificazione in sassi a vista.
- Put del Re: il ponte rappresentato è il Put del Re, il ponte che attraversa il torrente Re e permette di unire la parte vecchia di Sellero con quella più decentrata e con la strada per Novelle.
- Torrente Re: il torrente rappresenta il Re, corso d'acqua che attraversa il paese.

Il gonfalone è un drappo di bianco.

## Monumenti e luoghi d'interesse

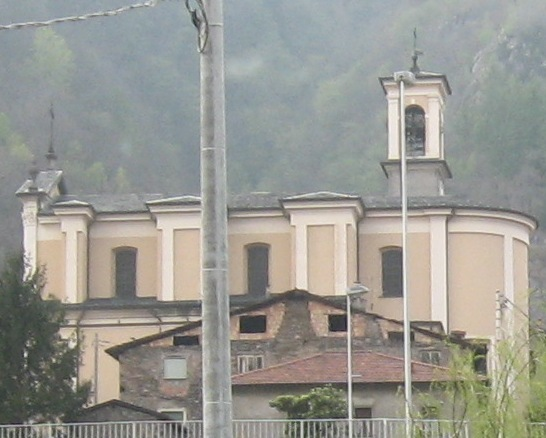
Chiesa di Santa Maria Assunta

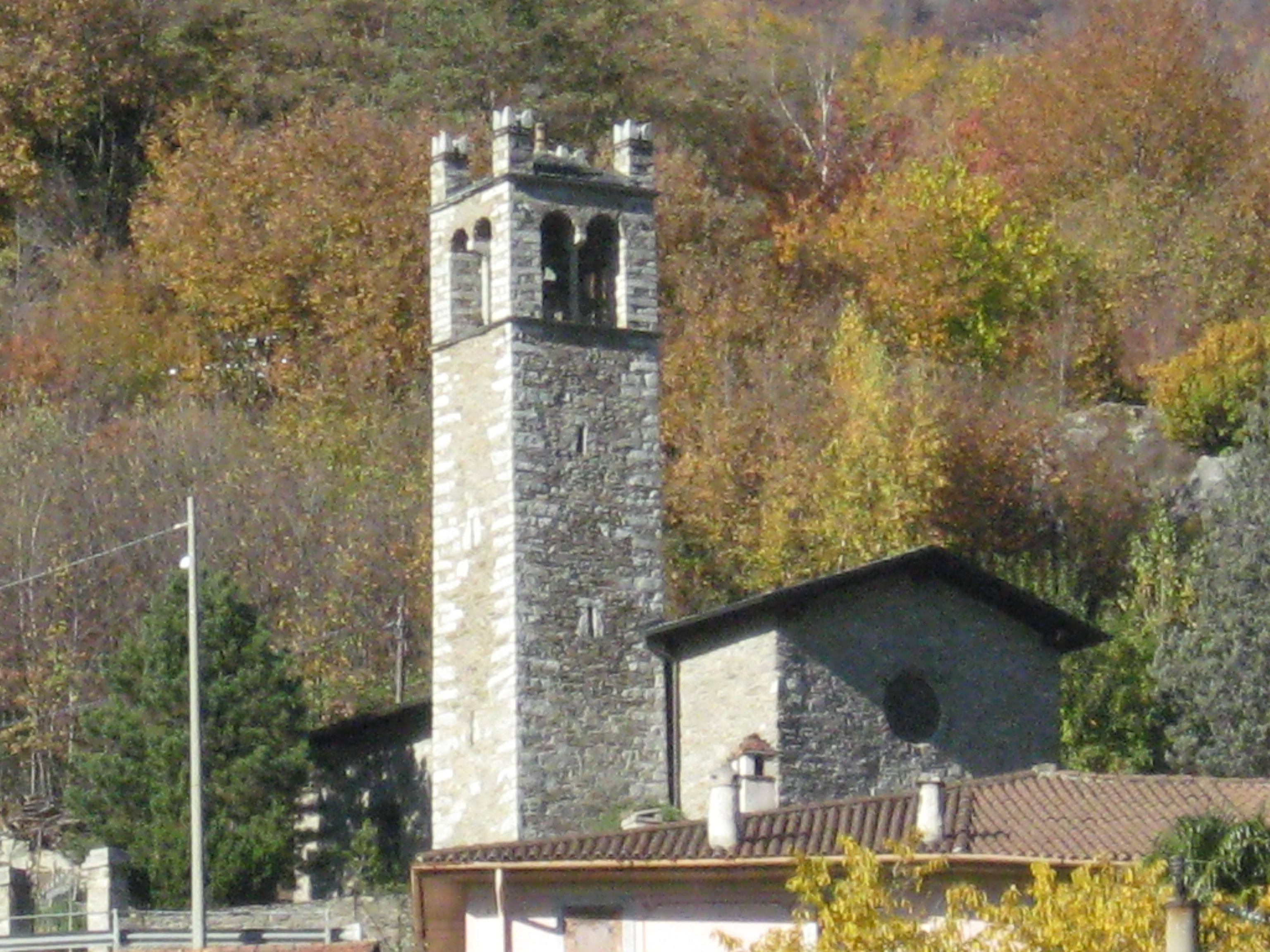
La chiesa di San Desiderio.

### Architetture religiose
- Chiesa parrocchiale di Santa Maria Assunta (1785): presenta un interessante altare in marmo di Verona e di Sicilia e un portale in marmo di Vezza. Contiene una serie di affreschi che raffigurano alcuni santi (san Rocco, san Sebastiano, sant'Antonio di Padova, santa Caterina da Siena e san Simone Stock) mentre la sagrestia conserva quella dell'antica chiesa di Santa Maria;[24]
- Chiesa madre di San Desiderio (XI secolo): edificata dai Franchi è la chiesa più antica del paese. Situata vicino al camposanto fu anche monastero. Conserva degli affreschi di Giovanni Pietro da Cemmo e alcune cornici della scuola dei Ramus;[25]

### Architetture civili
- La fontana della piazza, del 1755, a cui è appoggiato un curioso busto umano in pietra, chiamato il Faccione.[26]

### Patrimonio dell'UNESCO
- Parco comunale delle incisioni rupestri (anni ottanta): presenta alcune delle incisioni rupestri situate in Val Camonica. Tra di esse è molto importante la "rosa camuna" di Carpene, simile al simbolo della Regione Lombardia.

### Aree minerarie
- Miniere di Carona (XIX-XX secolo): situate nelle viscere del monte Elto erano adibite all'estrazione dello zolfo, indispensabile per le prime produzioni della SEFE. Sono visitabili con attrezzature da speleologia. Vi è stato scritto un libro grazie all'interessamento del vecchio parroco don Domenico Boniotti;[27]

## Società

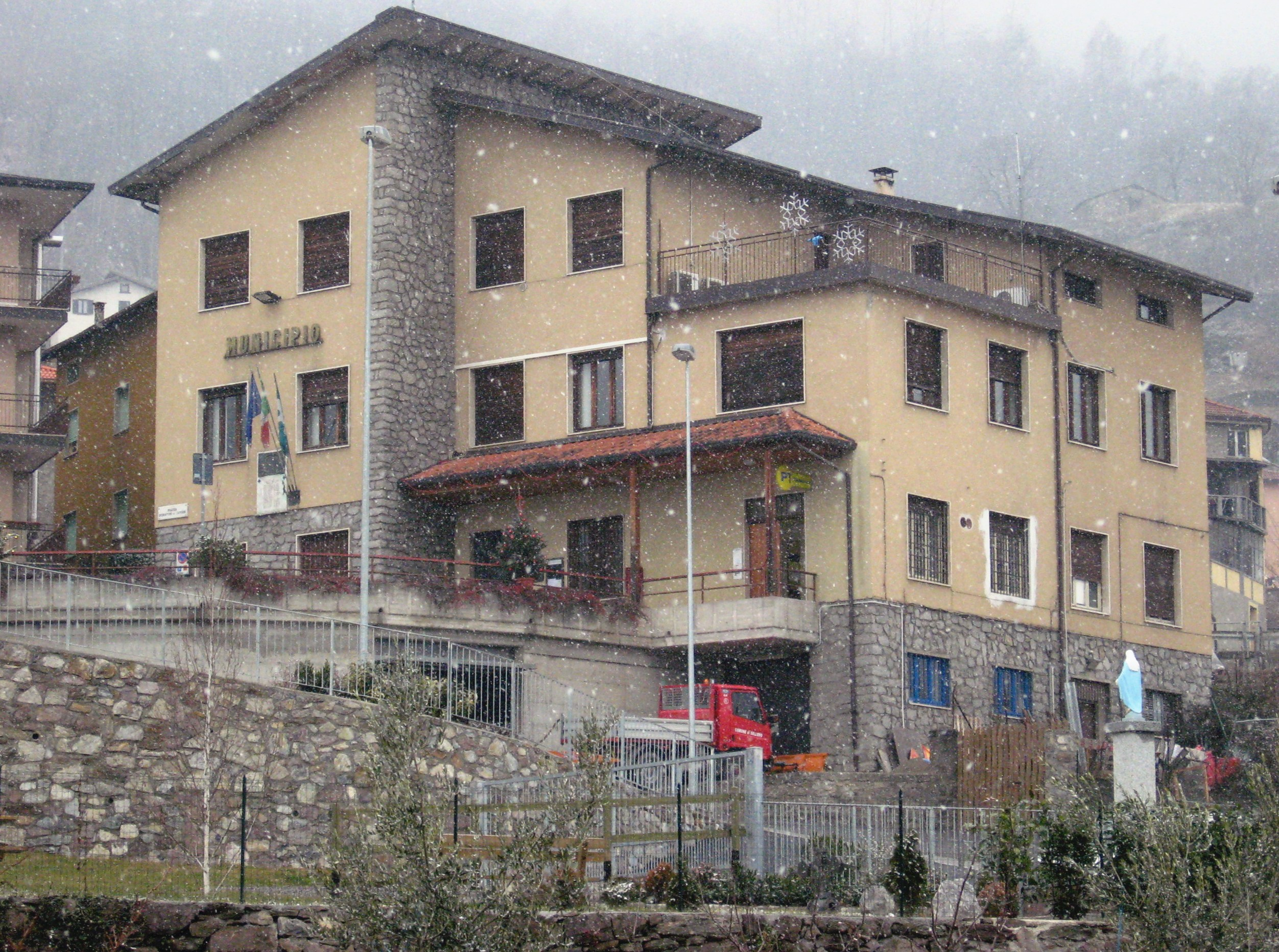
Il municipio sotto una nevicata

### Evoluzione demografica
Abitanti censiti

### Religione
Tradizionalmente la religione dominante è, come in tutti i piccoli paesi italiani, il cattolicesimo.
Il paese ha due parrocchie: quella di Sellero e quella di Novelle, appartenenti alla diocesi di Brescia.

### Tradizioni e folclore
In passato non era inusuale che le denominazioni degli abitanti venissero modificate con dei soprannomi detti, in dialetto camuno, scotöm. Eccone alcuni dei principali:
Frèr, Odéi (passato nel cognome Odelli), Malghère, Munsü, Mafie, Gnagni, Dücoi, Longhe, Patahì, ecc.
Lo scotöm che invece contraddistingue gli abitanti di Sellero è Sorès (topi).

## Cultura

### Istruzione
A Sellero è presente la biblioteca comunale che contiene circa trecento libri. Essa fa parte della Rete Bibliotecaria della Valle Camonica che a sua volta è integrata nella Rete Bibliotecaria Bresciana.
Nel paese sono presenti una scuola dell'infanzia gestita dalla parrocchia e una scuola primaria comunale. Dagli anni settanta agli anni novanta vi furono le scuole medie come sezione distaccata di quelle di Capo di Ponte.

### Cucina

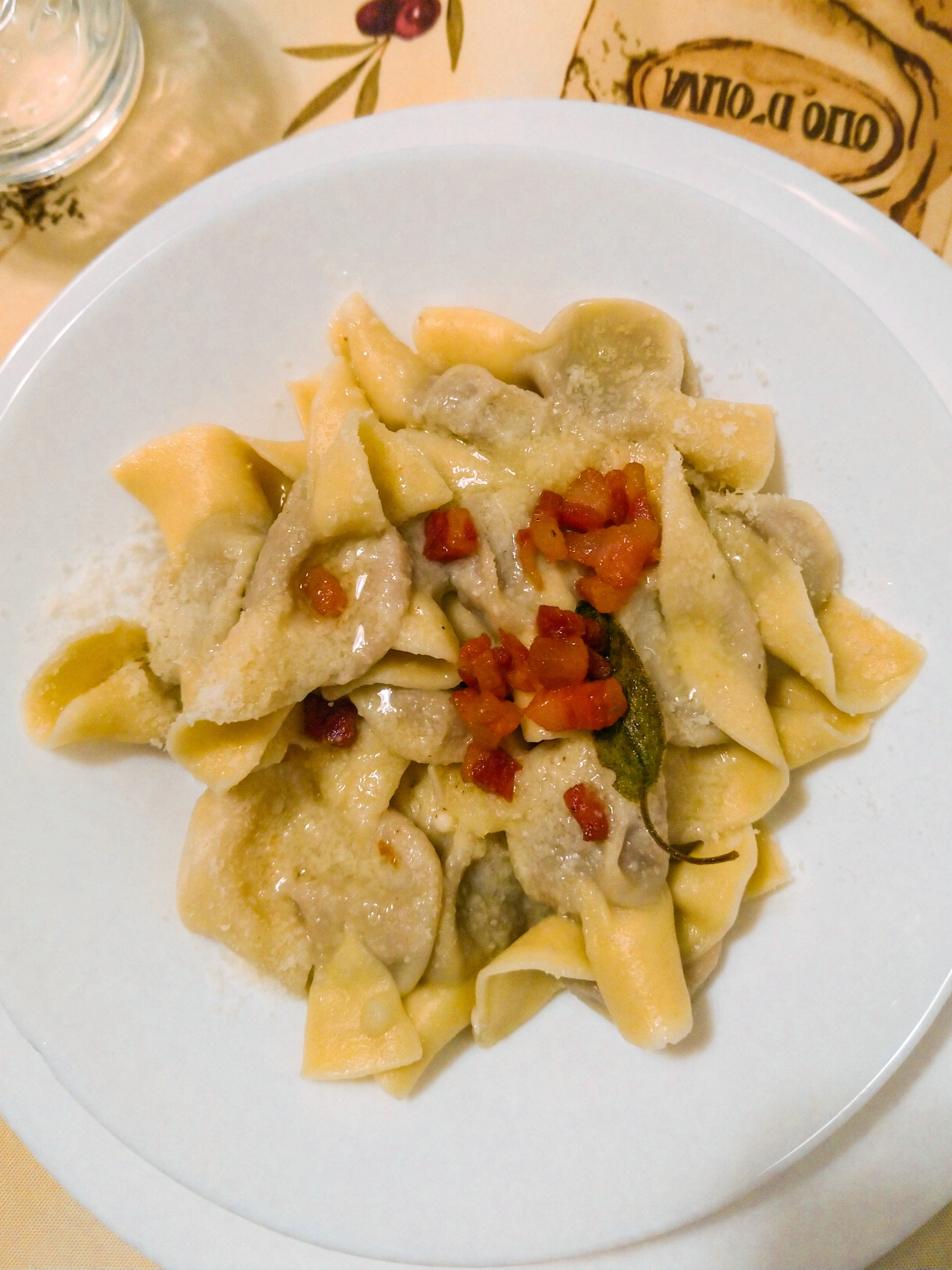
Una padella di casoncelli.

Tipica del paese è la variante locale dei casoncelli. Si tratta di un impasto di farina e acqua ripieno di salumi, solitamente salame, avanzi di carne, in genere lesso e arrosto, erbette varie e formaggio grattugiato. Il condimento è costituito da abbondante formaggio, burro e salvia.
Altri piatti tipici sono:
- Minüs: è preparato con avanzi di polenta; questa viene messa fredda in una tazza di latte caldo;
- Schelt: viene preparato bollendo nell'acqua della farina di castagne. È mangiato accompagnato da formaggio o panna;
- Formagel parat: viene preparato unendo a delle uova strapazzate formaggio e salame.

## Geografia antropica

### Urbanistica

anni cinquanta - Località Scianica.

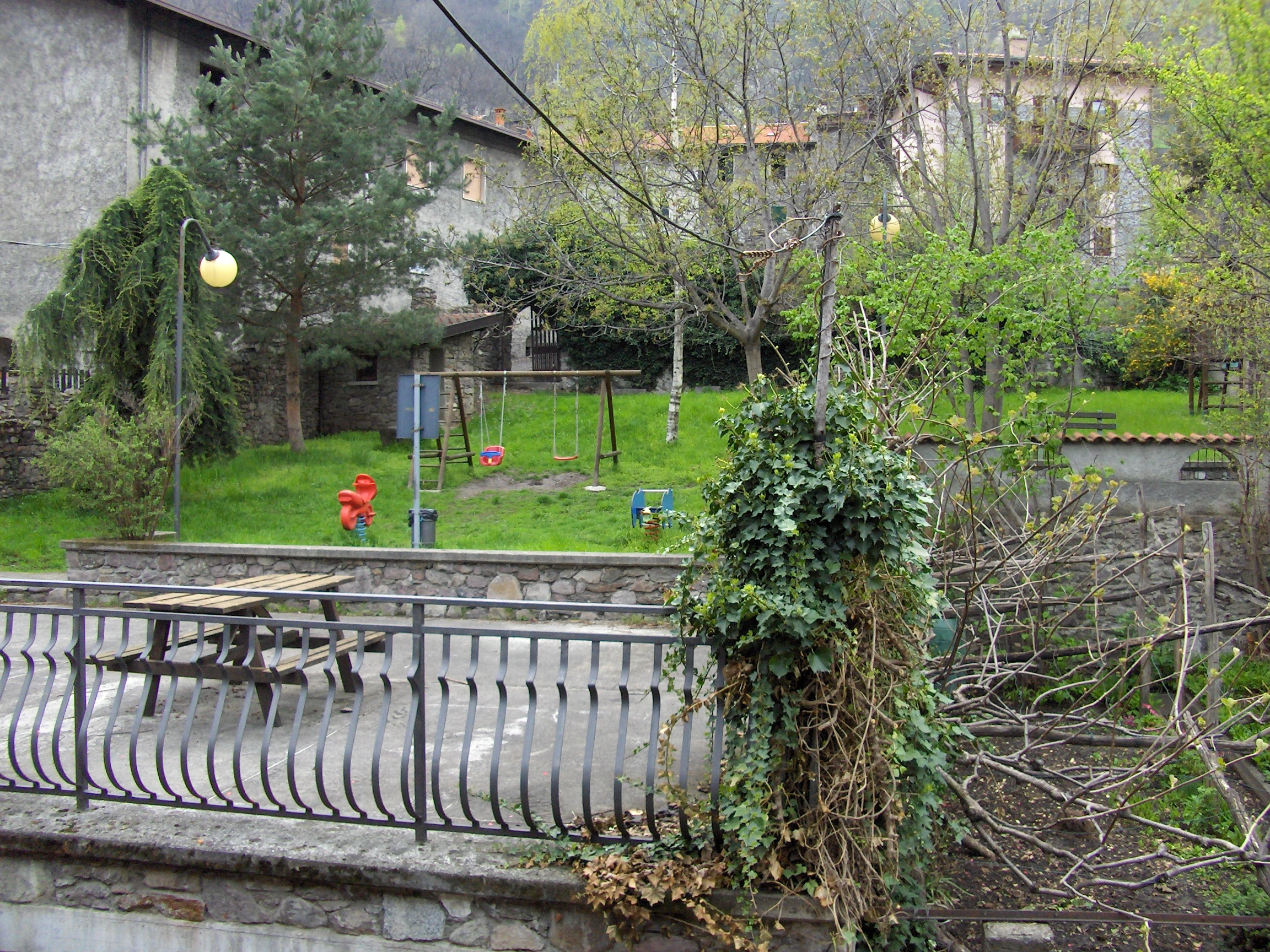
Il parco giochi nel centro storico.

Il paese può essere sostanzialmente diviso in queste parti: 
- Scianica: la località della Scianica, situata a fondovalle sulla SS42, è una di quelle con lo sviluppo più recente poiché si è sviluppata a partire dagli anni settanta per offrire un alloggio ai lavoratori della SEFE e della Fucinati. È prettamente una zona residenziale e industriale. Qui ci sono lo stabilimento del Gruppo Riva, tre tornerie, il campo sportivo e la palestra comunali.
- Centro storico: si sviluppa nelle vicinanze della chiesa parrocchiale ed è costituito da case e botteghe separate da piccole e ripide viuzze. La parte più occidentale raggiunge le pendici del monte Elto. In questa zona si trovano la parrocchiale, l'oratorio, il municipio e le scuole elementari.
- El dos (il dosso): questa località è una zona soprattutto residenziale. È situata sopra una piccola altura (da qui il nome di el dos) in posizione meridionale rispetto al centro storico. Si trovano alcuni campi coltivati o utilizzati per l'allevamento.
- Parte a nord del put del Re: è la parte più settentrionale del comune. Si chiama così perché si trova a nord del torrente Re ed è unita al paese solo grazie al ponte. Qui vi sono la strada comunale per Novelle, le vecchie scuole medie divenute teatro, il campo sportivo dell'oratorio ed il camposanto, oltre che stalle e abitazioni.
- Parte a est di via Glere: situata su una strada secondaria tra il municipio e le fabbriche della Scianica, è sicuramente la parte di sviluppo più recente dato che si è iniziato a costruire solo sul finire degli anni novanta; precedentemente era una zona adibita al pascolo (ancora adesso lo è in parte). Fondamentale per lo sviluppo della zona è stata la costruzione, oltre che di alcuni uffici e capannoni, dell'uscita di emergenza della galleria Capo di Ponte-Demo (6 km, sarà ultimata nel corso dei lavori sulla costruzione della nuova variante della SS42) e della centrale di teleriscaldamento a biomassa.

### Frazioni
L'unica frazione del paese è quella di Novelle, che conta circa trecento abitanti.
Tradizionalmente esiste una rivalità, molto comune tra i paesini della Val Camonica, tra gli abitanti di Sellero e quelli di Novelle, tanto che, ancora all'inizio del XX secolo, non era raro imbattersi in grosse risse in cui si usavano anche bastoni e pietre. Ancora oggi il campanilismo porta a specificare di quale dei due paesi si è originari.

## Economia

### Agricoltura e allevamento
(Giovanni da Lezze, «Catastico bresciano», 1610)
Nell'Ottocento, all'epoca dei bigatti, metà della popolazione si portava in Franciacorta a sfrondare i gelsi e a spigolar frumento.
Fino agli anni quaranta/cinquanta del secolo scorso le attività erano principalmente di tipo agricolo: nella stagione calda si lavorava la terra e si saliva in montagna mentre nei mesi freddi il lavoro avveniva in paese. Le case sparse erano poche poiché tutto, fino ad una certa altitudine, era costituito da campi coltivati e prati per i pascoli.
Quando cadeva molta neve le giornate si trascorrevano nelle stalle dove venivano allevati maiali, vacche, capre e pecore, per tante famiglie uniche fonti di reddito e di sostentamento.
Oggi persiste l'allevamento bovino per il latte e per la carne, quello suino per la carne e quello caprino per il latte anche se l'importanza si è notevolmente ridimensionata.
Ancor più dell'allevamento è calata l'agricoltura: sopravvivono qualche campo di mais, qualche orto e alcuni filari di vite.

### Industria

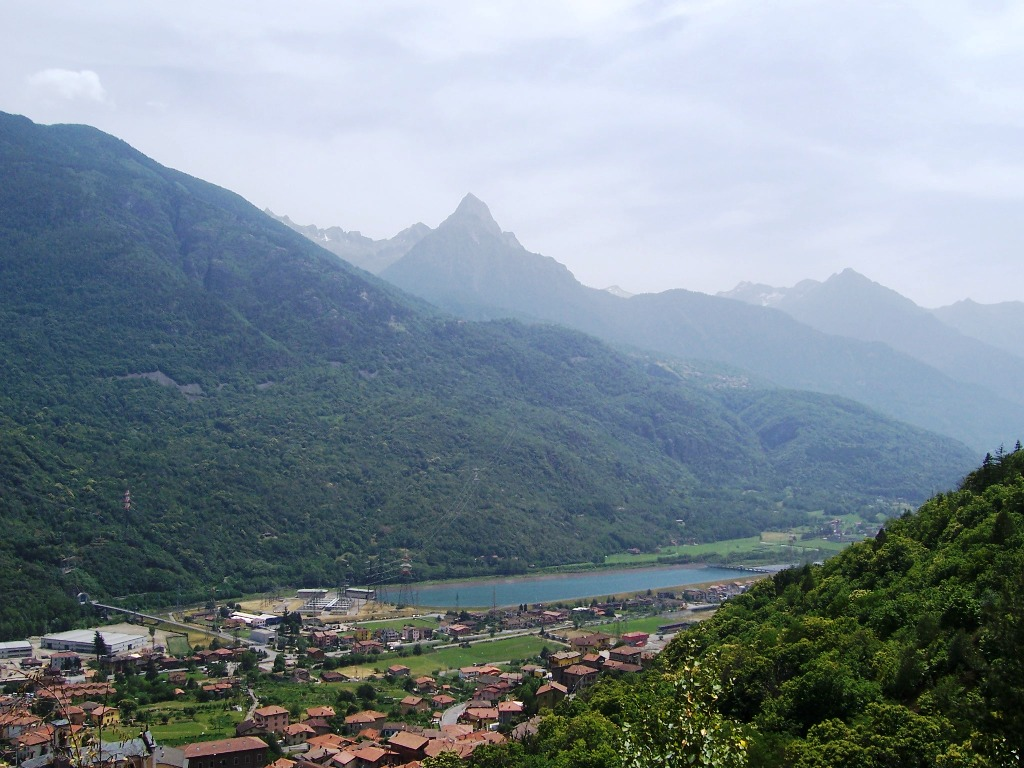
Il bacino imbrifero di San Fiorano nella Scianica di Sellero.

Sellero fu fino alla fine degli anni ottanta del secolo scorso un importante centro industriale della Val Camonica, grazie alla piana della Scianica.
Le prime attività intensive iniziarono nel 1907 quando la Curletti cominciò lo sfruttamento delle miniere di Carona per l'estrazione dello zolfo, passato poi alla Cavalletti e alla Montecatini. L'attività maggiore fu compresa tra il 1908 e il periodo 1929 (estrazione)-1932 (smaltimento delle scorie). Solo con l'instaurazione del regime fascista e la campagna dell'autarchia si ritornò a scavare. La chiusura definitiva avvenne nel 1951.
Parallelamente allo sfruttamento delle miniere fu costruita la SEFE (Società Esercizio Forni Elettrici) che costruì tre forni per la produzione di carburo di calcio.
Frontalmente alla SEFE fu costruita l'acciaieria Fucinati che iniziò ad operare in stretto contatto con l'azienda vicina costruendo un nastro trasportatore fra le due. Questa continuò a lavorare fino al 1991 mentre la SEFE dovette chiudere per fallimento nel 1973.
A fine anni ottanta, tra Capo di Ponte e Sellero vennero edificati gli stabilimenti della Nuova Sidercamuna che fallì nel 1996 venendo acquisita dal Gruppo Riva.
È uno dei comuni italiani che producono più energia elettrica grazie alla centrale di San Fiorano in Scianica (quella col maggiore dislivello in Italia: 1.403,80 m) e per la centrale di teleriscaldamento della TSN, Teleriscaldamento Sellero Novelle, che rifornisce anche il comune di Cedegolo con acqua calda ed energia elettrica ricavata da una piccola turbina.
Vi sono in paese alcune tornerie.

### Turismo
Il potenziale turistico maggiore è dato dall'arte rupestre presente sia a Sellero sia nei comuni limitrofi.
Grazie alle campagne di ricerca svolte tra il 1983 e il 1987 esiste il Parco archeologico comunale di Sellero, aperto tutto il giorno per la durata dell'intero anno; è tuttavia possibile prenotare delle visite guidate chiamando in anticipo il comune.
Il patrimonio rupestre di Sellero è datato soprattutto a partire dall'età del bronzo e del ferro. Le figure più rappresentate sono quelle dei duellanti (ciclo molto presente in tutta la Val Camonica), mentre nella zona di confine con Capo di Ponte c'è maggior varietà nelle raffigurazioni.
Il comune ha predisposto quattro zone di visita con itinerari e sentieri indicati che toccano le zone con maggior numero di incisioni:
- Carpene-Fredel-Berc (qui vi è la rosa camuna);
- Isù-Barnill;
- Preda Mola-Corna Sculta-Castel Grant;
- Pià d'Ort-Coran.[36]

## Infrastrutture e trasporti
A fondovalle scorre la vecchia variante della Strada statale 42 del Tonale e della Mendola che attraversa in lunghezza tutta la località Scianica. Il 6 febbraio 2013 è stato inaugurato il nuovo tratto della statale, che permette di saltare l'abitato grazie ad una galleria di cinque chilometri.
Nell'ambito dei lavori di costruzione della galleria sono state anche allargate le vie del paese che portano all'uscita d'emergenza della stessa, situata nei pressi della centrale a biomassa.
Nel 2000 il comune ha provveduto a cementare le strade sterrate che portavano sul monte Elto. Grazie a un sentiero sullo stesso monte, percorribile a piedi e con l'ausilio di alcune scale metalliche nei punti più difficili, si può raggiungere il paese di Pescarzo.
La stazione di Sellero si trova in località Scianica. È una fermata facoltativa dei treni della linea Brescia-Iseo-Edolo. Come tutte le stazioni della Iseo-Edolo che al momento della costruzione furono concepite come fermate, il fabbricato viaggiatori si presenta in stile austero e semplice. I livelli sono due con la variante di un corpo sporgente dal lato campagna. Il piano terra è dotato di biglietteria e di sala d'aspetto, mentre il primo piano -un tempo abitazione del capo stazione- è divenuta una sala utilizzata dal comune. Il binario è unico, con la presenza di un raccordo a Y utilizzato per il carico delle merci, in completo abbandono.

## Amministrazione
Tra il 1926 e il 1945 il comune fu unito, con Novelle e Grevo, a quello di Cedegolo.

### Unione di comuni
Sellero fa parte dal 1º maggio 2003 dell'Unione Comuni della Valsaviore, assieme ai comuni di Cedegolo, Cevo, Saviore dell'Adamello e Berzo Demo.

L'unione di comuni, che ha sede a Cedegolo, è stata creata il 20 agosto 1999, ed ha una superficie di circa 225 km².

### Sindaci
Elenco dei sindaci di Sellero dalla fine della vicinia:
| Periodo | Periodo | Primo cittadino            | Partito | Carica             | Note |
| ------- | ------- | -------------------------- | ------- | ------------------ | ---- |
| 1807    | 1813    | Giovan Antonio Bressanelli |         | Sindaco            |      |
| 1813    | 1819    | Ricci                      |         | Sindaco            |      |
| 1819    | 1820    | Maifredini                 |         | Sindaco            |      |
| 1820    | 1823    | Zendrini                   |         | Sindaco            |      |
| 1823    | 1824    | Angelo Angeli              |         | Sindaco            |      |
| 1860    | 1875    | Giovan Maria Camadini      |         | Sindaco            |      |
| 1882    | 1884    | Bortolo Maifredini         |         | Sindaco            |      |
| 1885    | 1887    | Giovan Maria Poetini       |         | Sindaco            |      |
| 1887    | 1901    | Domenico Gazzoli           |         | Sindaco            |      |
| 1901    | 1905    | Domenico Cominelli         |         | Sindaco            |      |
| 1906    | 1908    | Cristoforo Grazioli        |         | Sindaco            |      |
| 1910    | 1914    | Battista Cominelli         |         | Sindaco            |      |
| 1915    | 1916    | Giovanni Sibiglia          |         | Sindaco            |      |
| 1916    | 1920    | Angelo Boniotti            |         | Sindaco            |      |
| 1920    | 1924    | Angelo Cominelli           |         | Sindaco            |      |
| 1925    | 1948    | -                          |         | Podestà a Cedegolo |      |
| 1948    | 1952    | Giovanni Maria Damiolini   |         | Sindaco            |      |
| 1953    | 1954    | Paolo Sangiorgi            |         | Sindaco            |      |
| 1955    | 1960    | Pier Luigi Camadini        |         | Sindaco            |      |
| 1961    | 1964    | Giovanni Maria Damiolini   | DC      | Sindaco            |      |
| 1965    | 1970    | Martino Bressanelli        |         | Sindaco            |      |
| 1970    | 1975    | Stefano Damiolini          |         | Sindaco            |      |
| 1975    | 1976    | Desiderio Bressanelli      |         | Sindaco            |      |
| 1976    | 1980    | Santo Damiolini            |         | Sindaco            |      |
| 1980    | 1982    | Martino Bressanelli        |         | Sindaco            |      |
| 1982    | 1985    | Battista Bressanelli       |         | Sindaco            |      |
| 1985    | 1995    | Giampiero Bressanelli      | PSI     | Sindaco            |      |

Elenco dei sindaci eletti direttamente dai cittadini (dal 1995):
| Periodo        | Periodo        | Primo cittadino       | Partito                        | Carica  | Note |
| -------------- | -------------- | --------------------- | ------------------------------ | ------- | ---- |
| 24 aprile 1995 | 14 giugno 2004 | Giampiero Bressanelli | lista civica                   | Sindaco |      |
| 14 giugno 2004 | 8 giugno 2009  | Ezio Bartolomeo Laini | lista civica di centrosinistra | Sindaco |      |
| 8 giugno 2009  | 10 giugno 2024 | Giampiero Bressanelli | lista civica di centrosinistra | Sindaco |      |
| 10 giugno 2024 | in carica      | Mattia Peluchetti     | lista civica di centrosinistra | Sindaco |      |

## Sport
Nel paese sono attive l'A.S.D. Sellero Novelle, società polisportiva, e il TC Alta Valle.
In alcuni anni è transitato in località Scianica il Giro d'Italia.

### Calcio
La società calcistica del paese è l'Associazione Sportiva Dilettantistica Sellero Novelle, nata nel 2012 dalla fusione dell'Unione Sportiva Sellero Novelle 2000 con l'Associazione Calcio Chiari 1912. Continuazione dell'Unione Sportiva, fondata nel 1989, come massimo risultato ha militato, dal 1997-1998 al 2001-2002, nell'Eccellenza regionale.

### Ciclismo
L'A.S.D Sellero Novelle si occupa anche di mountain bike, in particolar modo di cross country e ciclocross, con il Team Exodus (compreso all'interno della polisportiva).
Da alcuni anni la società riesce a organizzare tra i boschi del paese una gara del Campionato Italiano.
In questa squadra hanno corso l'attuale campione europeo Master4 di ciclocross Natale Bettineschi e Cristian Cominelli, medaglia di bronzo al campionato mondiale Under 23 di ciclocross 2008.

### Tennis
Pur avendo sede a Malonno ed Edolo, il Tennis Club Alta Valle, fondato nel 1998, utilizza la palestra comunale di Sellero in molti dei suoi corsi.
Affiliata e riconosciuta alla FIT si occupa soprattutto della divulgazione del tennis tra i giovani per i quali organizza corsi e tornei.

### Basket
Dal 1995 al 1998 una squadra di basket, interamente formata da atleti selleresi, ha partecipato con risultati altalenanti al campionato CSI.

### Impianti sportivi
Nel paese sono presenti queste strutture:
- Stadio Comunale dr. Guido Rizzi: composto di un campo in erba e due in terra, viene utilizzato dall'U.S. Sellero-Novelle 2000. Ha una tribuna laterale coperta; in passato, nel caso di partite importanti è stato integrato con una struttura prefabbricata scoperta.
- Palestra Comunale coperta, è composta da un campo da gioco in materiale sintetico (per pallavolo, calcio a 5 e tennis) e da un secondo piano per gli spettatori. Viene utilizzata sia dall'U.S. Sellero-Novelle 2000 che dal TC Alta Valle. Nel complesso c'è un campo da calcio a 7.